# Псалом 36

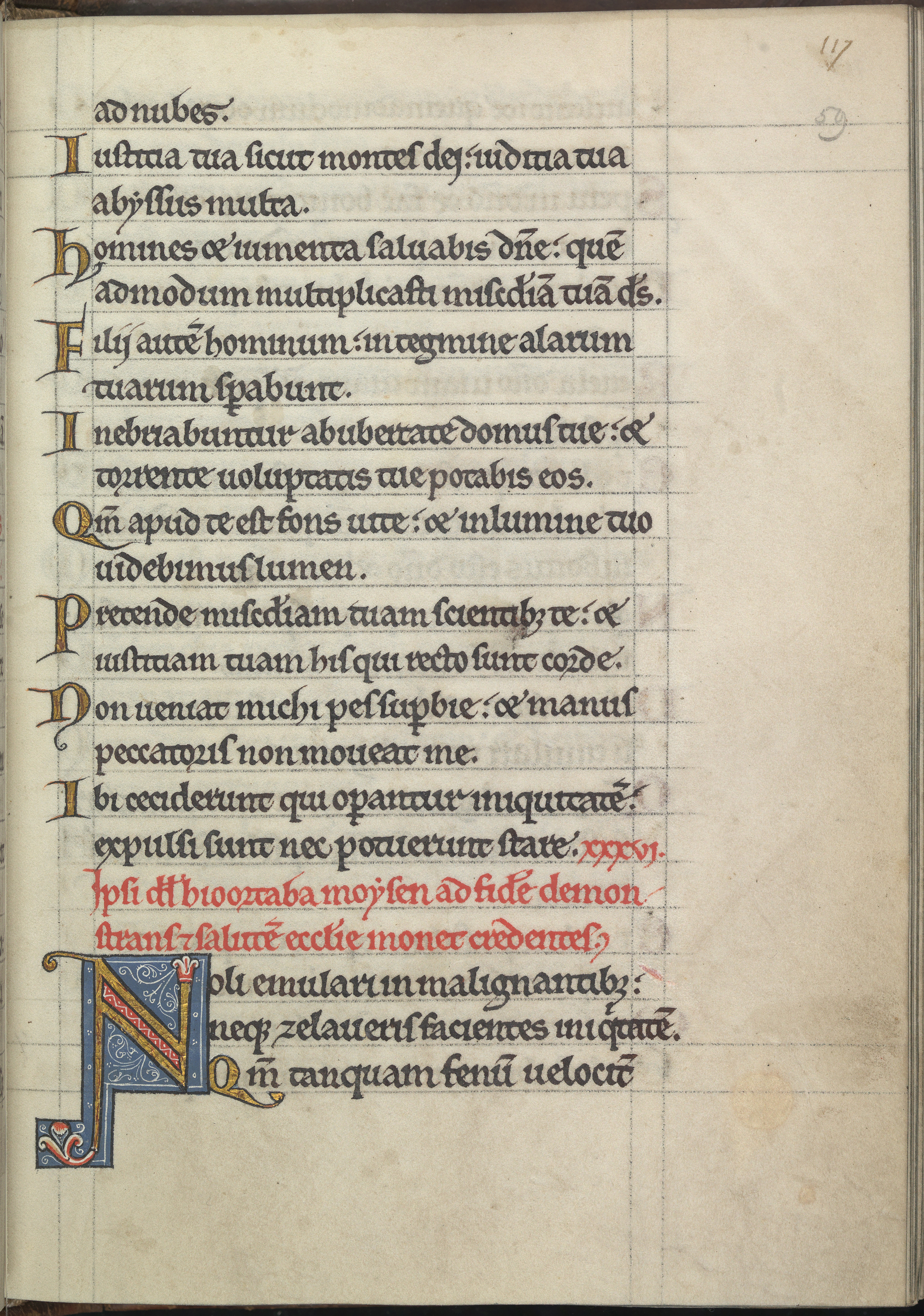
36-й псалом на листе из Псалтири Алиеоноры Аквитанской

Три́дцать шесто́й псало́м — нравоучительный «алфавитный» псалом, 36-й псалом из книги Псалтирь (в масоретской нумерации — 37-й). Известен по латинскому инципиту Noli aemulari in malignantibus, «Не ревнуй лукавнующымъ». Является одним из восьми псалмов, составленных в виде акростиха: 9, 24, 33, 36, 110, 111, 118, 144.
Не завидуй грешным. Надейся на Бога. Бог очистит Землю от грешных и укрепит праведных. Псалом — один из немногих в Псалтири повествует о загробном существовании праведников. Псалом написан Давидом в старости. Наблюдай за непорочным и смотри на праведного, поучайся из наблюдения над их поведением и судьбою тому, как тебе поступать. Будущность праведного есть мир — указание общее, или в смысле благополучия в земной жизни (стих 25) или загробной (стихи 27–28).

## Текст
Псалом на еврейском языке составлен в виде акростиха согласно количеству и порядку букв еврейского алфавита, представляя собой один из видов художественного построения речи, облегчающего её запоминание и предохраняющего от посторонних вставок или изъятий. Акростих виден лишь в псалме на еврейском языке, причём в одном стихе — по два стиха на букву еврейского алфавита преимущественно, то есть в еврейской традиции текст разбит по-иному, в отличие от христианской традиции. В еврейской традиции псалом состоит из 22-х стихов — надписание авторства и 21 стих в соответствии с количеством и порядком букв еврейского алфавита (пропущена буква аин). Псалмы 24, 33, 36, 144 хотя и составлены в виде акростиха, но в них отсутствуют еврейские буквы, с которых начинаются стихи. В 24-м псалме отсутствует буква бет, в 33-м псалме отсутствует буква вав, в 144-м псалме отсутствует буква нун. Одни считают это ошибкой переписчика, другие поздней цензурой. Псалмы 110, 111, 118 имеют полный набор и порядок букв еврейского алфавита.
| Греческий текст | Церковнославянский перевод греческого текста | Еврейский текст |
| --- | --- | --- |
| τοῦ Δαυιδ | псало́мъ дави́ду | לדוד‬ |
| μὴ παραζήλου ἐν πονηρευομένοις μηδὲ ζήλου τοὺς ποιοῦντας τὴν ἀνομίαν ὅτι ὡσεὶ χόρτος ταχὺ ἀποξηρανθήσονται καὶ ὡσεὶ λάχανα χλόης ταχὺ ἀποπεσοῦνται | не ревну́й лука́внующымъ ниже́ зави́ди творя́щымъ беззако́нiе зане́ я́ко трава́ ско́ро и́зсшутъ и я́ко зе́лiе зла́ка ско́ро отпаду́тъ | Алеф אל תתחר במרעים אל תקנא בעשי עולה כי כחציר מהרה ימלו וכירק דשא יבולון‬                                                          |
| ἔλπισον ἐπι κύριον καὶ ποίει χρηστότητα καὶ κατασκήνου τὴν γῆν καὶ ποιμανθήσῃ ἐπι τῷ πλούτῳ αὐτῆς κατατρύφησον τοῦ κυρίου καὶ δώσει σοι τὰ αἰτήματα τῆς καρδίας σου | упова́й на го́спода и твори́ благосты́ню и насели́ зе́млю и упасе́шися въ бога́тствѣ ея́ наслади́ся го́сподеви и да́стъ ти́ проше́нiя се́рдца твоего́ | Бет בטח ביהוה ועשה טוב שכן ארץ ורעה אמונה והתענג על יהוה ויתן לך משאלת לבך‬                                                         |
| ἀποκάλυψον προς κύριον τὴν ὁδόν σου καὶ ἔλπισον ἐπ᾿ αὐτόν καὶ αὐτὸς ποιήσει καὶ ἐξοίσει ὡς φῶς τὴν δικαιοσύνην σου καὶ τὸ κρίμα σου ὡς μεσημβρίαν | откры́й ко го́споду пу́ть тво́й и упова́й на него́ и то́й сотвори́тъ и изведе́тъ я́ко свѣ́тъ пра́вду твою́ и судьбу́ твою́ я́ко полу́дне | Гимель גול על יהוה דרכך ובטח עליו והוא יעשה והוציא כאור צדקך ומשפטך כצהרים‬                                                         |
| ὑποτάγηθι τῷ κυρίῳ καὶ ἱκέτευσον αὐτόν μὴ παραζήλου ἐν τῷ κατευοδουμένῳ ἐν τῇ ὁδῷ αὐτοῦ ἐν ἀνθρώπῳ ποιοῦντι παρανομίας | повини́ся го́сподеви и умоли́ его́ не ревну́й спѣ́ющему въ пути́ свое́мъ человѣ́ку творя́щему законопреступле́нiе | Далет דום ליהוה והתחולל לו אל תתחר במצליח דרכו באיש עשה מזמות‬                                                                      |
| παῦσαι ἀπο ὀργῆς καὶ ἐγκαταλιπε θυμόν μὴ παραζήλου ὥστε πονηρεύεσθαι ὅτι οἱ πονηρευόμενοι ἐξολεθρευθήσονται οἱ δὲ ὑπομένοντες τὸν κύριον αὐτοὶ κληρονομήσουσιν γῆν | преста́ни от гнѣ́ва и оста́ви я́рость не ревну́й е́же лука́вновати зане́ лука́внующiи потребя́тся терпя́щiи же го́спода ті́и наслѣ́дятъ зе́млю | Хе הרף מאף ועזב חמה אל תתחר אך להרע כי מרעים יכרתון וקוי יהוה המה יירשו ארץ‬                                                        |
| καὶ ἔτι ὀλίγον καὶ οὐ μὴ ὑπάρξῃ ὁ ἁμαρτωλός καὶ ζητήσεις τὸν τόπον αὐτοῦ καὶ οὐ μὴ εὕρῃς οἱ δὲ πραεῖς κληρονομήσουσιν γῆν καὶ κατατρυφήσουσιν ἐπι πλήθει εἰρήνης | и еще́ ма́ло и не бу́детъ грѣ́шника и взы́щеши мѣ́сто его́ и не обря́щеши кро́тцыи же наслѣ́дятъ зе́млю и насладя́тся о мно́жествѣ ми́ра | Вав ועוד מעט ואין רשע והתבוננת על מקומו ואיננו וענוים יירשו ארץ והתענגו על רב שלום‬                                                 |
| παρατηρήσεται ὁ ἁμαρτωλὸς τὸν δίκαιον καὶ βρύξει ἐπ᾿ αὐτὸν τοὺς ὀδόντας αὐτοῦ ὁ δὲ κύριος ἐκγελάσεται αὐτόν ὅτι προβλέπει ὅτι ἥξει ἡ ἡμέρα αὐτοῦ | назира́етъ грѣ́шный пра́веднаго и поскреже́щетъ на́нь зубы́ свои́ми госпо́дь же посмѣе́тся ему́ зане́ прозира́етъ я́ко прiи́детъ де́нь его́ | Заин זמם רשע לצדיק וחרק עליו שניו אדני ישחק לו כי ראה כי יבא יומו‬                                                                  |
| ῥομφαίαν ἐσπάσαντο οἱ ἁμαρτωλοί ἐνέτειναν τόξον αὐτῶν τοῦ καταβαλεῖν πτωχὸν καὶ πένητα τοῦ σφάξαι τοὺς εὐθεῖς τῇ καρδίᾳ ἡ ῥομφαία αὐτῶν εἰσέλθοι εἰς τὴν καρδίαν αὐτῶν καὶ τὰ τόξα αὐτῶν συντριβείησαν | ме́чь извлеко́ша грѣ́шницы напряго́ша лу́къ сво́й низложи́ти убо́га и ни́ща закла́ти пра́выя се́рдцемъ ме́чь и́хъ да вни́детъ въ сердца́ и́хъ и лу́цы и́хъ да сокруша́тся | Хет חרב פתחו רשעים ודרכו קשתם להפיל עני ואביון לטבוח ישרי דרך חרבם תבוא בלבם וקשתותם תשברנה‬                                        |
| κρεῖσσον ὀλίγον τῷ δικαίῳ ὑπὲρ πλοῦτον ἁμαρτωλῶν πολύν ὅτι βραχίονες ἁμαρτωλῶν συντριβήσονται ὑποστηρίζει δὲ τοὺς δικαίους κύριος | лу́чше ма́лое пра́веднику па́че бога́тства грѣ́шныхъ мно́га зане́ мы́шцы грѣ́шныхъ сокруша́тся утвержда́етъ же пра́ведныя госпо́дь | Тет טוב מעט לצדיק מהמון רשעים רבים כי זרועות רשעים תשברנה וסומך צדיקים יהוה‬                                                        |
| γινώσκει κύριος τὰς ὁδοὺς τῶν ἀμώμων καὶ ἡ κληρονομία αὐτῶν εἰς τὸν αἰῶνα ἔσται οὐ καταισχυνθήσονται ἐν καιρῷ πονηρῷ καὶ ἐν ἡμέραις λιμοῦ χορτασθήσονται | вѣ́сть госпо́дь пути́ непоро́чныхъ и достоя́нiе и́хъ въ вѣ́къ бу́детъ не постыдя́тся во вре́мя лю́тое и во дне́хъ гла́да насы́тятся | Йуд יודע יהוה ימי תמימם ונחלתם לעולם תהיה לא יבשו בעת רעה ובימי רעבון ישבעו‬                                                        |
| ὅτι οἱ ἁμαρτωλοὶ ἀπολοῦνται οἱ δὲ ἐχθροὶ τοῦ κυρίου ἅμα τῷ δοξασθῆναι αὐτοὺς καὶ ὑψωθῆναι ἐκλιπόντες ὡσεὶ καπνὸς ἐξέλιπον | я́ко грѣ́шницы поги́бнутъ врази́ же госпо́дни ку́пно просла́витися и́мъ и вознести́ся изчеза́юще я́ко ды́мъ изчезо́ша | Каф כי רשעים יאבדו ואיבי יהוה כיקר כרים כלו בעשן כלו‬                                                                               |
| δανείζεται ὁ ἁμαρτωλὸς καὶ οὐκ ἀποτείσει ὁ δὲ δίκαιος οἰκτίρει καὶ διδοῖ ὅτι οἱ εὐλογοῦντες αὐτὸν κληρονομήσουσι γῆν οἱ δὲ καταρώμενοι αὐτὸν ἐξολεθρευθήσονται | зае́млетъ грѣ́шный и не возврати́тъ пра́ведный же ще́дритъ и дае́тъ яко благословя́щiи его́ наслѣ́дятъ зе́млю клену́щiи же его́ потребя́тся | Ламед לוה רשע ולא ישלם וצדיק חונן ונותן כי מברכיו יירשו ארץ ומקלליו יכרתו‬                                                          |
| παρα κυρίου τὰ διαβήματα ἀνθρώπου κατευθύνεται καὶ τὴν ὁδὸν αὐτοῦ θελήσει ὅταν πέσῃ οὐ καταραχθήσεται ὅτι κύριος ἀντιστηρίζει χεῖρα αὐτοῦ | от го́спода стопы́ человѣ́ку исправля́ются и пути́ его́ восхо́щетъ зѣло́ егда́ паде́тъ не разбiе́тся я́ко Госпо́дь подкрѣпля́етъ ру́ку его́ | Мем מיהוה מצעדי גבר כוננו ודרכו יחפץ כי יפל לא יוטל כי יהוה סומך ידו‬                                                               |
| νεώτερος ἐγενόμην καὶ γὰρ ἐγήρασα καὶ οὐκ εἶδον δίκαιον ἐγκαταλελειμμένον οὐδὲ τὸ σπέρμα αὐτοῦ ζητοῦν ἄρτους ὅλην τὴν ἡμέραν ἐλεᾷ καὶ δανείζει καὶ τὸ σπέρμα αὐτοῦ εἰς εὐλογίαν ἔσται | юнѣ́йшiй бы́хъ и́бо состарѣ́хся и не ви́дѣхъ пра́ведника оста́влена ниже́ сѣ́мене его́ прося́ща хлѣ́бы ве́сь де́нь ми́луетъ и взаи́мъ дае́тъ пра́ведный и сѣ́мя его́ во благослове́нiе бу́детъ                                                                                 | Нун נער הייתי גם זקנתי ולא ראיתי צדיק נעזב וזרעו מבקש לחם כל היום חונן ומלוה וזרעו לברכה‬                                           |
| ἔκκλινον ἀπο κακοῦ καὶ ποίησον ἀγαθὸν καὶ κατασκήνου εἰς αἰῶνα αἰῶνος ὅτι κύριος ἀγαπᾷ κρίσιν καὶ οὐκ ἐγκαταλείψει τοὺς ὁσίους αὐτοῦ εἰς τὸν αἰῶνα φυλαχθήσονται ἄνομοι δὲ ἐκδιωχθήσονται καὶ σπέρμα ἀσεβῶν ἐξολεθρευθήσεται δίκαιοι δὲ κληρονομήσουσι γῆν καὶ κατασκηνώσουσιν εἰς αἰῶνα αἰῶνος ἐπ᾿ αὐτῆς | уклони́ся от зла́ и сотвори́ благо и всели́ся въ вѣ́къ вѣ́ка яко госпо́дь лю́битъ су́дъ и не оста́витъ преподо́бныхъ свои́хъ во вѣ́къ сохраня́тся беззако́нницы же изжену́тся и сѣ́мя нечести́выхъ потреби́тся пра́ведницы же наслѣ́дятъ зе́млю и вселя́тся въ вѣ́къ вѣ́ка на не́й | Самех סור מרע ועשה טוב ושכן לעולם כי יהוה אהב משפט ולא יעזב את חסידיו לעולם נשמרו וזרע רשעים נכרת צדיקים יירשו ארץ וישכנו לעד עליה‬ |
| | | Аин |
| στόμα δικαίου μελετήσει σοφίαν καὶ ἡ γλῶσσα αὐτοῦ λαλήσει κρίσιν ὁ νόμος τοῦ θεοῦ αὐτοῦ ἐν καρδίᾳ αὐτοῦ καὶ οὐχ ὑποσκελισθήσεται τὰ διαβήματα αὐτοῦ | уста́ пра́веднаго поуча́тся прему́дрости и язы́къ его́ возглаго́летъ су́дъ зако́нъ бо́га его́ в се́рдце его́ и не за́пнутся стопы́ его́ | Пе פי צדיק יהגה חכמה ולשונו תדבר משפט תורת אלהיו בלבו לא תמעד אשריו‬                                                                |
| κατανοεῖ ὁ ἁμαρτωλὸς τὸν δίκαιον καὶ ζητεῖ τοῦ θανατῶσαι αὐτόν ὁ δὲ κύριος οὐ μὴ ἐγκαταλίπῃ αὐτὸν εἰς τὰς χεῖρας αὐτοῦ οὐδὲ μὴ καταδικάσηται αὐτόν ὅταν κρίνηται αὐτῷ | сматря́етъ грѣ́шный пра́веднаго и и́щетъ е́же умертви́ти его́ госпо́дь же не оста́витъ его́ въ руку́ его́ ниже́ осу́дитъ его́ егда́ су́дитъ ему́ | Цади צופה רשע לצדיק ומבקש להמיתו יהוה לא יעזבנו בידו ולא ירשיענו בהשפטו‬                                                            |
| ὑπόμεινον τὸν κύριον καὶ φύλαξον τὴν ὁδὸν αὐτοῦ καὶ ὑψώσει σε τοῦ κατακληρονομῆσαι γῆν ἐν τῷ ἐξολεθρεύεσθαι ἁμαρτωλοὺς ὄψῃ | потерпи́ го́спода и сохрани́ пу́ть его́ и вознесе́тъ тя́ е́же наслѣ́дити зе́млю внегда́ потребля́тися грѣ́шникомъ у́зриши | Куф קוה אל יהוה ושמר דרכו וירוממך לרשת ארץ בהכרת רשעים תראה‬                                                                        |
| εἶδον ἀσεβῆ ὑπερυψούμενον καὶ ἐπαιρόμενον ὡς τὰς κέδρους τοῦ Λιβάνου καὶ παρῆλθον καὶ ἰδοὺ οὐκ ἦν καὶ ἐζήτησα αὐτόν καὶ οὐχ εὑρέθη ὁ τόπος αὐτοῦ | ви́дѣхъ нечести́ваго превознося́щася и вы́сящася я́ко ке́дры лива́нскiя и ми́мо идо́хъ и се́ не бѣ́ и взыска́хъ его́ и не обрѣ́теся мѣ́сто его́ | Реш ראיתי רשע עריץ ומתערה כאזרח רענן ויעבר והנה איננו ואבקשהו ולא נמצא‬                                                             |
| φύλασσε ἀκακίαν καὶ ἰδὲ εὐθύτητα ὅτι ἔστιν ἐγκαταλειμμα ἀνθρώπῳ εἰρηνικῷ οἱ δὲ παρανομοι ἐξολεθρευθήσονται ἐπι τὸ αὐτό τὰ ἐγκαταλείμματα τῶν ἀσεβῶν ἐξολεθρευθήσονται | храни́ незло́бiе и ви́ждь правоту́ я́ко е́сть оста́нокъ человѣ́ку ми́рну беззако́нницы же потребя́тся вку́пѣ оста́нцы же нечести́выхъ потребя́тся | Шин שמר תם וראה ישר כי אחרית לאיש שלום ופשעים נשמדו יחדו אחרית רשעים נכרתה‬                                                         |
| σωτηρία δὲ τῶν δικαίων παρα κυρίου καὶ ὑπερασπιστὴς αὐτῶν ἐστιν ἐν καιρῷ θλίψεως καὶ βοηθήσει αὐτοῖς κύριος καὶ ῥύσεται αὐτοὺς καὶ ἐξελεῖται αὐτοὺς ἐξ ἁμαρτωλῶν καὶ σώσει αὐτούς ὅτι ἤλπισαν ἐπ᾿ αὐτόν                                                                                                   | спасе́нiе же пра́ведныхъ от го́спода и защи́титель и́хъ е́сть во вре́мя ско́рби и помо́жетъ и́мъ госпо́дь и изба́витъ и́хъ и и́зметъ и́хъ от грѣ́шникъ и спасе́тъ и́хъ я́ко упова́ша на него́                                                                                 | Тав ותשועת צדיקים מיהוה מעוזם בעת צרה ויעזרם יהוה ויפלטם יפלטם מרשעים ויושיעם כי חסו בו‬                                            |

## Толкование
Псалом содержит три фразы, начинающиеся словом «нечестивый» (стихи 12, 21, 32), которые делят псалом на четыре части.
Одиннадцатый стих
«А кроткие наследуют землю и насладятся множеством мира».
Толкование профессора Лопухина: «Уповающие же на Господа то же, что и кроткие, так как упование на Бога есть покорность Его водительству, подчинение своей воли Его указаниям. Они наследуют землю — перифраз всего второзакония, в котором наследие Палестиной, как землёй обетованной, Богом назначается только для людей нравственно заслуживающих награды от Бога, для праведников».

## Богослужебное использование
Католицизм
По уставу святого Бенедикта 36-й псалом поют на утрени понедельника.
Православие
36-й псалом состоит в 5-й кафизме, поют в тех частях православной литургии, куда входит кафизма. Целиком 36-й псалом поют во время Великого поста, в понедельник Страстной седмицы, в праздник Благовещения. Отдельные стихи псалма поют по разным случаям.
36:11 «а кроткие наследуют землю и насладятся множеством мира» стих процитирован в Евангелии от Матфея как часть Заповедей блаженства.
Иудаизм
В талмудическом иудаизме псалом поют в Слихот.
36:25 «я был молод и состарился и не видал праведника оставленным и потомков его просящими хлеба» процитирован для дополнения после послетрапезной молитвы.
Ислам
36:29 «праведники наследуют землю и будут жить на ней вовек» процитировано в Коране.